# Heinrich Danckelmann
Heinrich Hubert Danckelmann (Hardehausen, bij Warburg, Duitsland, 2 augustus 1887 - Belgrado, 30 oktober 1947) was een Duitse officier en General der Flieger in de Luftwaffe tijdens de Tweede Wereldoorlog.
In 1907 werd hij al Leutnant en tijdens de Eerste Wereldoorlog vocht hij voor het Deutsches Heer.
Tijdens de Tweede Wereldoorlog was hij Militärbefehlshaber van Servië, en vervolgens vanaf 1 april 1941 generaal van de Luftwaffe.
Op 31 mei 1945 ging hij met pensioen, maar hij werd na de oorlog opgepakt en werd vastgehouden in Joegoslavië van 5 augustus 1945 tot 30 oktober 1947, toen hij werd geëxecuteerd in Belgrado.

## Carrière
Danckelmann bekleedde verschillende rangen in zowel de Deutsches Heer als Reichswehr. De volgende tabel laat zien dat de bevorderingen niet synchroon liepen.
| Datums                                       | Deutsches Heer | Reichswehr     | Luftwaffe              |
| -------------------------------------------- | -------------- | -------------- | ---------------------- |
| 2 oktober 1905:                              | Fahnenjunker   | —              | —                      |
| 14 juni 1906:                                | Fähnrich       | —              | —                      |
| 27 januari 1907:                             | Leutnant       | —              | —                      |
| 24 december 1914:                            | Oberleutnant   | —              | —                      |
| 18 augustus 1916 (RDA vanaf 1 januari 1928): | Rittmeister    | —              | —                      |
| 1 oktober 1929:                              | —              | Major          | —                      |
| 1 februari 1932:                             | —              | Oberstleutnant | —                      |
| 1 mei 1934:                                  | —              | Oberst         | —                      |
| 1 oktober 1934:                              | —              | —              | Oberst                 |
| 1 oktober 1936:                              | —              | —              | Charakter Generalmajor |
| 1 januari 1938 (RDA vanaf 1 oktober 1937):   | —              | —              | Generalmajor           |
| 1 oktober 1939:                              | —              | —              | Generalleutnant        |
| 1 april 1941:                                | —              | —              | General der Flieger    |

## Decoraties
- IJzeren Kruis 1914,  1e Klasse en 2e Klasse[2][3]
- Gewondeninsigne 1918 in zwart[2][3]
- Erekruis voor Frontstrijders in de Wereldoorlog[2]
- Dienstonderscheiding van Leger en Marine (Duitsland) voor (25 dienstjaren)[2]